# Noironte

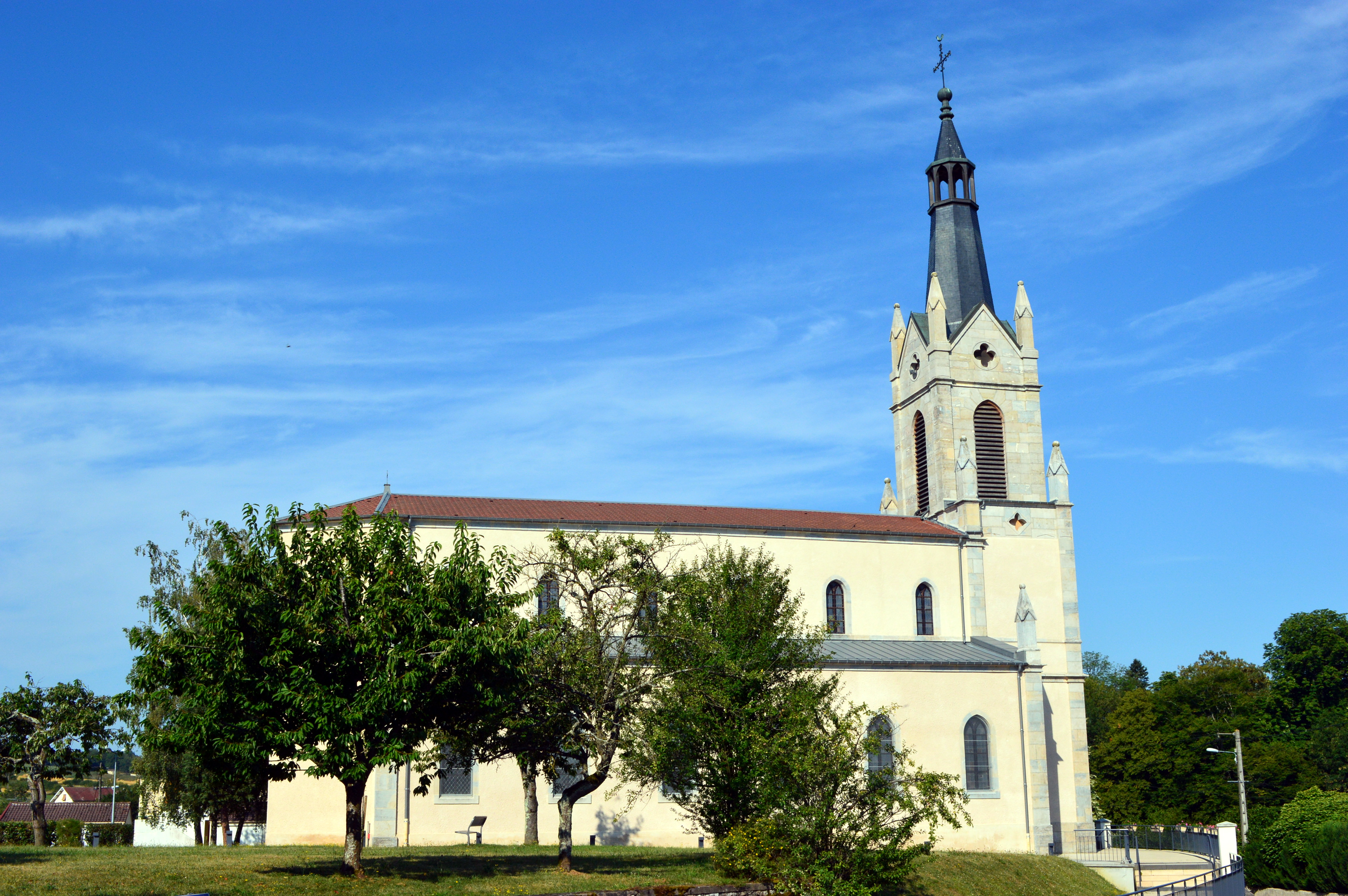
Kyrka i Noironte.

Noironte är en kommun i departementet Doubs i regionen Bourgogne-Franche-Comté i östra Frankrike. Kommunen ligger i kantonen Besançon-2 som tillhör arrondissementet Besançon. År 2022 hade Noironte 401 invånare.

## Befolkningsutveckling
| Befolkningsutvecklingen i Noironte 1968–2021 | Befolkningsutvecklingen i Noironte 1968–2021 | Befolkningsutvecklingen i Noironte 1968–2021 | Befolkningsutvecklingen i Noironte 1968–2021 | Befolkningsutvecklingen i Noironte 1968–2021 |
| -------------------------------------------- | -------------------------------------------- | -------------------------------------------- | -------------------------------------------- | -------------------------------------------- |
|                                              |                                              |                                              |                                              |                                              |
| År                                           |                                              |                                              | Folkmängd                                    |                                              |
| 1968                                         | 1968                                         |                                              | 215                                          |                                              |
| 1975                                         | 1975                                         |                                              | 254                                          |                                              |
| 1982                                         | 1982                                         |                                              | 236                                          |                                              |
| 1990                                         | 1990                                         |                                              | 303                                          |                                              |
| 1999                                         | 1999                                         |                                              | 321                                          |                                              |
| 2007                                         | 2007                                         |                                              | 311                                          |                                              |
| 2015                                         | 2015                                         |                                              | 380                                          |                                              |
| 2021                                         | 2021                                         |                                              | 397                                          |                                              |